# Prometheus – Dunkle Zeichen

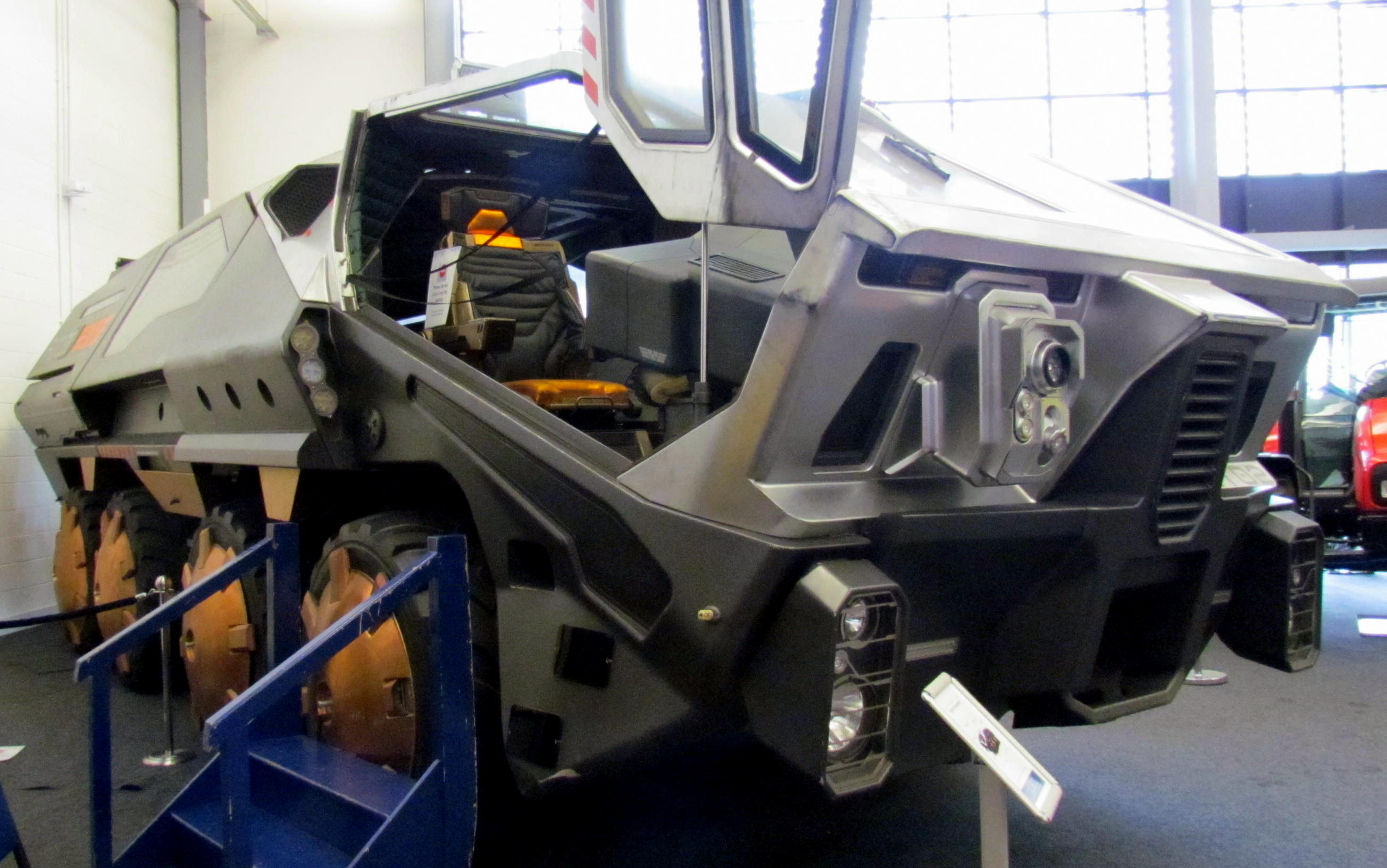
Fahrzeug aus dem Film Prometheus – Dunkle Zeichen, ausgestellt im Coventry Transport Museum, 2013

Prometheus – Dunkle Zeichen (Originaltitel: Prometheus) ist ein US-amerikanisch-britischer Science-Fiction-Film mit Body-Horror-Elementen von Ridley Scott aus dem Jahr 2012. Das Drehbuch schrieben Jon Spaihts und Damon Lindelof. In den Hauptrollen sind Noomi Rapace, Michael Fassbender und Charlize Theron zu sehen.
Der Film handelt von der Expedition einer Forschungsgruppe, die Ende des 21. Jahrhunderts mit dem Raumschiff Prometheus Hinweisen auf außerirdische Ursprünge des menschlichen Lebens nachgeht. Prometheus ist der fünfte Teil der Alien-Filmreihe, obwohl deren namensgebende Kreaturen darin streng genommen nur auf einem Relief im Inneren des Konstrukteur-Bauwerks und in der Schlussszene des Films vorkommen.

## Handlung
Ein menschenähnlicher Hüne steht in einer urtümlichen Landschaft an der Kante eines großen Wasserfalls. Nachdem er aus einer Schale eine schwarze Flüssigkeit getrunken hat, bricht er zusammen, sein Körper beginnt sich zu zersetzen und fällt in die Fluten. Im Wasser setzt sich seine zerfallene DNS neu zusammen und bildet neue Zellen, die sich teilen.
Im Jahr 2089 findet das Archäologenpaar Elizabeth Shaw und Charlie Holloway in einer Höhle auf der schottischen Insel Skye steinzeitliche Wandmalereien, die riesenhafte Wesen und eine Sternenformation zeigen. Shaw und Holloway deuten die Abbildung, die mit einigen weiteren übereinstimmt, die von anderen vorzeitlichen Kulturen stammen, als eine Einladung der von ihnen „Konstrukteure“ (der Menschen) genannten außerirdischen Schöpfer an die Menschen, sie zu besuchen. Wie sich herausstellt, könnte es auf einem Mond (LV-223) innerhalb der Sternenformation Leben geben.
Das Raumschiff Prometheus befindet sich mit einer 17-köpfigen Besatzung auf einer von dem Tycoon Peter Weyland finanzierten Mission zu LV-223 und hat zur Weihnachtszeit des Jahres 2093 nach zwei Jahren Flugzeit das Ziel fast erreicht. Nachdem der Androide David die Crew aus dem Kälteschlaf geweckt hat, begrüßt sie Weyland mit einer holografischen Botschaft und dem Hinweis, dass er längst gestorben sei, wenn sie seine Videobotschaft sehen. Außerdem stellt sich Meredith Vickers vor, die im Auftrag der Weyland Corporation die Expedition leitet.
Die Prometheus landet in einem Tal, auf dessen Oberfläche während des Landeanfluges geometrische Linien entdeckt werden, die nicht natürlichen Ursprungs sein können. Lebewesen sind jedoch entgegen der Hoffnung der Forscher vorerst nicht aufzufinden. Ein Forscherteam rund um Shaw und Holloway erkundet das Innere einer offensichtlich künstlichen, kuppelartigen Struktur. Der Geologe Fifield beginnt, mit autonomen Vermessungsdrohnen das Innere der Struktur zu erforschen. Die Messergebnisse werden in Echtzeit an die Prometheus gesendet. Der Androide David, der während des Fluges die indogermanische Ursprache erlernt hat, entdeckt Hinweise darauf, dass die Bewohner von LV-223 vor etwas Unbekanntem geflohen sind.
Die Forscher entdecken bei der Erkundung der Struktur einen übermenschlich großen Leichnam ohne Kopf vor einem Tor. Während Shaw und ein weiterer Wissenschaftler mit Hilfe der Radiokarbonmethode das Alter des Toten auf etwa 2000 Jahre bestimmen, öffnet David gegen Shaws Befehl das Tor. Auf der anderen Seite entdecken sie den abgetrennten Kopf des Wesens sowie die riesige Skulptur eines Antlitzes, das von urnenartigen Behältern umringt ist. Sie übersehen jedoch kleine Würmer, die am Boden kriechen. Wegen eines aufziehenden Sturms fordert Janek, der Kapitän der Prometheus, den Erkundungstrupp zur Rückkehr auf. Das Forscherpaar birgt den abgetrennten Kopf und kann damit im letzten Moment das Raumschiff erreichen. Die Forscher Milburn und Fifield, die aus Angst bereits im Vorfeld das Tunnelsystem verlassen wollten, verirren sich und müssen sich wegen des Sturmes über Nacht dort aufhalten.
Im Labor der Prometheus entpuppt sich der vermeintliche Schädel als Helm. Der darin befindliche Kopf eines „Konstrukteurs“ ist überraschend gut erhalten, doch zerplatzt er bei dem Versuch, ihn neurologisch zu stimulieren. Eine Analyse ergibt, dass die DNS des Wesens mit der menschlichen übereinstimmt.
David öffnet unbeobachtet eine von ihm an Bord geschmuggelte Urne und entdeckt darin Ampullen mit einer schwarzen Flüssigkeit. Er verabreicht Holloway heimlich einen Tropfen aus einer der Ampullen. Milburn und Fifield irren währenddessen durch das Tunnelsystem und entdecken die Überreste weiterer toter Außerirdischer. Sie gelangen zurück in den Raum mit den Urnen, aus denen nun eine schwarze Flüssigkeit austritt. Diese hat die kleinen Würmer in kürzester Zeit genetisch verändert und stark wachsen lassen. Eines dieser Wesen greift Milburn an, schlüpft in den Raumanzug und dringt in seinen Mund ein. Fifield versucht, Milburn zu helfen, indem er den Wurm durchtrennt, doch dessen herausspritzende Körperflüssigkeit durchätzt sein Helmvisier und verletzt ihn schwer. Vom Helm nicht länger geschützt, stürzt er mit dem Gesicht voran in eine Lache der schwarzen Flüssigkeit.
Am nächsten Morgen führt Janek einen Suchtrupp in das Tunnelsystem. David setzt sich unbemerkt vom Trupp ab und entdeckt einen Raum mit hunderten der zuvor gefundenen Urnen sowie eine Art Kommandoraum. Dort findet er einen Überlebenden der Besatzung im Kälteschlaf vor. Der Suchtrupp hat in der Zwischenzeit Milburns Leiche gefunden. Fifield ist verschwunden. Bei Holloway treten durch die von David verabreichte Flüssigkeit erste Symptome einer Krankheit auf. Der Suchtrupp kehrt eilig zur Prometheus zurück. Dort verweigert die mit einem Flammenwerfer bewaffnete Vickers dem bereits von starken körperlichen Veränderungen gezeichneten Holloway den Zutritt. Holloway begreift, dass es keine Hoffnung mehr für ihn gibt und er eine Gefahr für die restliche Crew darstellt, und provoziert Vickers, ihn zu töten.
Durch einen Körperscan erfährt die eigentlich unfruchtbare Shaw, dass sie im vierten Monat schwanger ist, nachdem sie erst vor zehn Stunden mit Holloway geschlafen hat. David verweigert ihr die verlangte Abtreibung. Unter Schmerzen nimmt sie daher mit Hilfe eines Operationsroboters in Vickers abkoppelbarem Wohnquartier eigenständig einen Kaiserschnitt vor, entfernt eine krakenähnliche Lebensform aus ihrem Körper und betäubt sie. Währenddessen taucht der durch die Exposition mit der fremdartigen Flüssigkeit mutierte Fifield an der Ladeluke der Prometheus auf und tötet mehrere Besatzungsmitglieder. Erst Janek und sein Copilot können Fifield überwältigen und töten.
Shaw stößt an Bord der Prometheus auf Peter Weyland. Von der Mehrheit der Besatzung unbemerkt, hat dieser die Reise mit angetreten; er ist es, der dem Androiden David die Befehle erteilt. Vickers spricht Weyland als „Vater“ an. Weyland ist dem Tode nah und hofft auf Rettung durch die Konstrukteure. Er ordnet eine weitere Exkursion zu dem Bauwerk an, die er selbst anführt.
Anhand der Scan-Analyse der durch Fifield gestarteten Drohnen stellt die Besatzung fest, dass das Bauwerk in seinem Inneren ein Raumschiff birgt, dessen Form der eines Hufeisens ähnelt. Im Kommandoraum dieses Raumschiffs angekommen, erklärt David, dass die Konstrukteure gerade im Begriff waren zu starten, um alles Leben auf der Erde wieder zu zerstören, aber ihr Start durch eine Katastrophe vereitelt wurde. Auf Weylands Befehl hin erweckt David den letzten Konstrukteur aus dem Kälteschlaf und spricht zu ihm. Dieser aber reißt dem Androiden den Kopf ab und tötet Weyland und weitere Besatzungsmitglieder. Nur Shaw gelingt die Flucht aus dem Raumschiff. Der Konstrukteur leitet den Start des Raumschiffs ein, um seinen Auftrag zu Ende zu bringen: Kurs auf die Erde zu nehmen und die Menschheit zu vernichten.
Shaw beschwört über Funk die restliche Besatzung an Bord der Prometheus, mit allen Mitteln zu verhindern, dass der Konstrukteur die Erde erreicht. Entgegen Vickers Befehl, mit der Prometheus nach Hause zu fliegen, weist Janek seine zwei Co-Piloten an, den Ionenantrieb bereitzumachen und auf Kollisionskurs mit dem Raumschiff des Konstrukteurs zu gehen. Er lässt Vickers die Wahl, mit in den sicheren Tod zu gehen oder mit einer Rettungskapsel die Prometheus zu verlassen. Das zurückgelassene Rettungsquartier könnte ihr Überleben für zwei Jahre sichern. Vickers kann sich im letzten Moment auf die Mondoberfläche retten. Das abgestürzte Raumschiff des Konstrukteurs kippt jedoch auf sie und Shaw. Vickers wird erdrückt, Shaw überlebt an einer Felserhebung. Sie erreicht Vickers Rettungsquartier gerade noch rechtzeitig, bevor ihr Sauerstoffvorrat aufgebraucht ist. Durch das Türfenster des Operationsraums sieht Shaw den krakenähnlichen Fötus, der noch lebt und zu beträchtlicher Größe herangewachsen ist. Sie erhält von Davids noch funktionsfähigem Kopf die Warnung, dass der Konstrukteur ebenfalls den Absturz überlebt hat und sie verfolgt. Im nächsten Moment ist dieser schon in das Rettungsquartier eingedrungen und stürzt sich auf Shaw, die daraufhin den Türöffner zum OP betätigt. Das krakenähnliche Wesen überwältigt den Konstrukteur und führt seine Fortpflanzungsextremität in dessen Mund ein.
David berichtet Shaw, dass es noch weitere Raumschiffe der Konstrukteure auf dem Mond gebe und er diese bedienen könne. Shaw birgt daraufhin Davids Körperteile und weist ihn an, sie zum Heimatplaneten der Konstrukteure zu fliegen. Sie möchte wissen, warum diese die Menschen erst erschufen und sie dann vernichten wollten. Sie setzt einen letzten Funkspruch ab und warnt davor, LV-223 aufzusuchen. Mit einem der hufeisenförmigen Raumschiffe verlassen sie den Mond. Es ist der Neujahrstag des Jahres 2094.
An Bord von Vickers Rettungsquartier auf LV-223 bricht der Körper des überwältigten Konstrukteurs auf und es entsteigt ihm ein Wesen, das den klassischen Aliens dieser Filmreihe ähnelt.

## Hintergrund

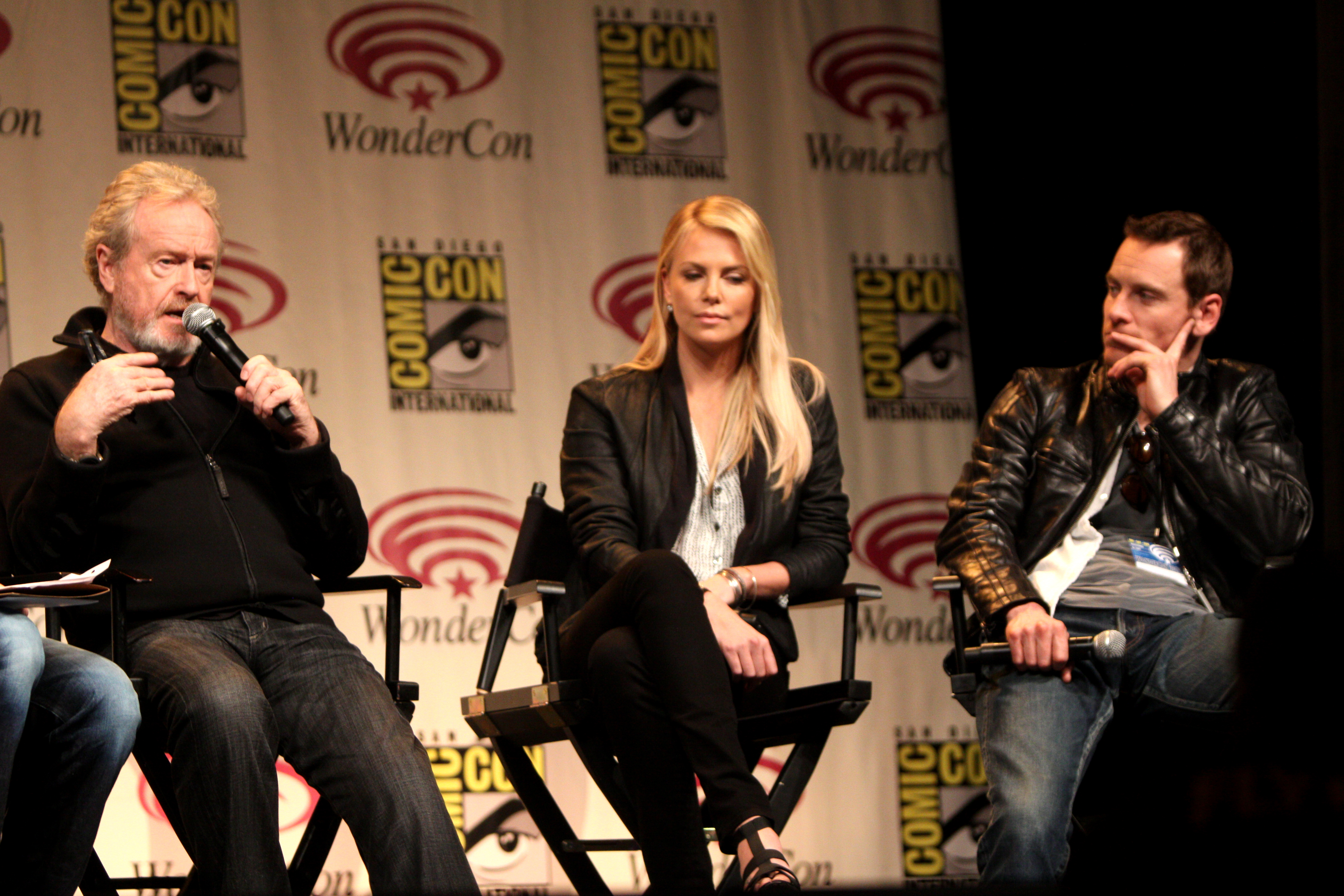
Von links nach rechts: Ridley Scott, Charlize Theron und Michael Fassbender

### Produktion
Ursprünglich war Prometheus – Dunkle Zeichen als Prequel zum 1979 erschienenen Film Alien – Das unheimliche Wesen aus einer fremden Welt gedacht. Allerdings entwickelte sich das Drehbuch zu einer eigenständigen Geschichte und ist somit ein Neuanfang der Reihe.
Prometheus – Dunkle Zeichen wurde von Brandywine Productions (Walter Hill und David Giler), Dune Entertainment und Scott Free Productions (Ridley und Tony Scott) produziert.
Am Film war auch der Künstler HR Giger beteiligt, der schon das „Alien“ und das havarierte außerirdische Raumschiff für Ridley Scotts ersten Alien-Film aus dem Jahr 1979 entworfen hatte. Bei einer Pressekonferenz im Juli 2011 kündigte Scott an, der Film solle kaum digitale, sondern vor allem traditionelle Spezialeffekte enthalten und visuell entfernt an Blade Runner erinnern.
Gedreht wurde in den Pinewood Studios, im spanischen Alicante (Ciudad de la Luz-Filmstudios), in Fort William, auf Island (die Anfangsszene wurde direkt am Rande des Dettifoss-Wasserfalls und dessen Umgebung gedreht sowie in der Gegend des Vulkans Hekla), in Inverness, im Rannoch Moor und am The Storr. Als Kamera diente ausschließlich die Red Epic. Die Arbeiten begannen im März 2011 und endeten am 10. Dezember 2011.

### Filmstarts
Prometheus – Dunkle Zeichen startete am 30. Mai 2012 in Frankreich, Belgien und der französischsprachigen Schweiz, im Vereinigten Königreich hatte Prometheus am Tag darauf seine offizielle Premierenfeier. In den Vereinigten Staaten lief der Film am 8. Juni desselben Jahres an, in Österreich am 8. August, in Deutschland und der deutschsprachigen Schweiz am 9. August. Prometheus – Dunkle Zeichen wurde im 3D-, im IMAX- und im regulären (nicht-stereoskopischen) Filmformat gezeigt. Als Verleiher fungierte 20th Century Fox.
Der Film spielte bei einem Budget von 130 Millionen US-Dollar weltweit mehr als 400 Millionen Dollar ein.

## Synchronisation
Die deutschsprachige Synchronisation entstand bei der Interopa Film nach einem Dialogbuch von Klaus Bickert und unter der Dialogregie von Björn Schalla.
| Rolle             | Schauspieler         | Synchronsprecher     |
| ----------------- | -------------------- | -------------------- |
| Elizabeth Shaw    | Noomi Rapace         | Vera Teltz           |
| David             | Michael Fassbender   | Norman Matt          |
| Meredith Vickers  | Charlize Theron      | Katrin Fröhlich      |
| Captain Janek     | Idris Elba           | Marco Kröger         |
| Sir Peter Weyland | Guy Pearce           | Christian Rode       |
| Charlie Holloway  | Logan Marshall-Green | Björn Schalla        |
| Fifield           | Sean Harris          | Martin Kautz         |
| Milburn           | Rafe Spall           | Robin Kahnmeyer      |
| Chance            | Emun Elliott         | Nicola Devico Mamone |
| Ravel             | Benedict Wong        | Jesco Wirthgen       |
| Ford              | Kate Dickie          | Silke Matthias       |

## Rezeption

### Kritiken
Das Lexikon des internationalen Films schrieb, Regisseur Ridley Scott knüpfe an Motive aus seinem Film Alien von 1979 an, und lobte die „verblüffenden Ideen und visionären Set-Designs“. Die Handlung des Films verfalle aber „zunehmend den Klischees des genreüblichen Horrorfilms“. Die mangelnde Charakterisierung der meisten Figuren und die „auf bloße Worthülsen reduzierte Pseudo-Metaphysik“ der Dialoge stehe der „angestrebten Tiefgründigkeit“ wie auch „dem Genuss der großartigen optischen Schauwerte im Weg“.
In der Enzyklopädie des Phantastischen Films beschreibt Stefan Jung den Film als „vollständig durchdachtes Filmkonzept, das […] zum einen als intaktes erzählerisches Universum innerhalb der ganzen Alien-Saga, des Weiteren aber auch als eigenständige Neudefinition der von Scott mitentwickelten Ur-Geschichte selbst lesbar ist.“ In diesem Zusammenhang geht Jung auf einzelne stilistische Merkmale des Films ein, so auch auf das visuelle Design, den verstärkten Drang zur Psychologisierung von Handlung und Figuren, auf die „Prometheus“-Sagen als literarische Vorbilder und zuletzt auf das genretypische „Traum“-Motiv, wodurch der Film dem Autor letztlich stärker von der Handschrift des Regisseurs und weniger von der bereits etablierten Filmreihe und ihren Normen geprägt erscheint.
Spiegel Online betrachtete Prometheus als „Glücksfall“ und „besten Alien-Film, der keiner ist“, mit „schrecklich-schönen“ Bildern, überzeugenden Stars und überraschendem Humor, dem die Überführung der Reihe in „eine eigenständige Erzählung“ gelänge.
Die Zitty kritisierte, der Film glänze zwar mit „exzellenten Schauwerten“, falle jedoch plötzlich „von der vieldeutigen SF-Vision in den Popcorn-Modus. […] Hanebüchene Dialoge und groteske Drehbucheinfälle […] lassen die Vision zu flachem Actionfutter verkommen.“ Von einem Ridley Scott dürfe man mehr erwarten.
Thomas Assheuer analysierte den Film in der Zeit als Erklärungsversuch, woher das Böse stamme. Es komme zwar „ein handwerklich brillanter Science-Fiction-Horror-Film heraus, aber alles in allem doch ein großer Mythen-Rührquark mit vielen abgeschmackten Bildern aus der abendländischen Bilderbackstube“.
Patrick Seyboth schrieb in epd Film, dass man viele Aspekte an Prometheus bemängeln könne, so „seine Logiklöcher, die allzu erklärungsseligen Dialoge, die verschenkten Charaktere und Konstellationen, die oft viel zu aufdringliche Musik“. Trotzdem sei Prometheus ein „kraftvoller und mitreißender Film, in vielem faszinierend, in manchem furchterregend“.
Der Journalist Markus Ströhlein lobte die schauspielerische Leistung Michael Fassbenders und „die souverän eingesetzte 3D-Technik“, kritisierte den Film aber für seine „krude Geschichte“, den „hektisch-holprigen Schnitt“ und einen „aufdringlichen Soundtrack“. Generell habe „Scott über die vermeintlich großen Fragen offensichtlich die kleinen, aber bedeutsamen Fragen des Filmemachens vergessen“.

### Einspielergebnisse
In den Vereinigten Staaten spielte der Film 126,5 Millionen Dollar ein, während der Film weltweit Einnahmen in Höhe von 403,4 Millionen Dollar hatte. Er wurde so die finanziell erfolgreichste der gesamten Saga und fand somit auch bei einem neuen Kinopublikum Anklang. In Deutschland war der Film mit 1,09 Millionen Besuchern auch ein Erfolg, auch wenn er in Deutschland nicht denselben Erfolg hatte wie die Filme der Originalreihe.

### Auszeichnungen
| Jahr | Preis                                       | Kategorie                                                            | Preisträger                                                                           | Resultat  |
| ---- | ------------------------------------------- | -------------------------------------------------------------------- | ------------------------------------------------------------------------------------- | --------- |
| 2012 | Golden Trailer Awards                       | Blockbuster Trailer Sommer 2012                                      | Prometheus /„Not Alone“, 20th Century Fox, Wild Card                                  | Nominiert |
| 2012 | Golden Trailer Awards                       | Bester Soundschnitt                                                  | Prometheus, 20th Century Fox, Skip Film                                               | Nominiert |
| 2012 | Key Art Awards                              | Digital                                                              | „Weyland Industries“ Website                                                          | Gewonnen  |
| 2012 | Key Art Awards                              | Innovative Media                                                     | Prometheus                                                                            | Gewonnen  |
| 2012 | Los Angeles Film Critics Association Awards | Beste künstlerische Leitung                                          | Alex Cameron                                                                          | Gewonnen  |
| 2012 | Phoenix Film Critics Society                | Beste visuelle Effekte                                               | Richard Stammers, Charley Henley und Martin Hill                                      | Nominiert |
| 2012 | Satellite Awards                            | Beste visuelle Effekte                                               | Richard Stammers, Charley Henley und Martin Hill                                      | Nominiert |
| 2012 | Satellite Awards                            | Bester Sound                                                         | Victor Ray Ennis, Ann Scibelli, John Cucci und Mark P. Stoeckinger                    | Nominiert |
| 2012 | Teen Choice Awards                          | Choice Movie Breakout                                                | Noomi Rapace                                                                          | Nominiert |
| 2012 | Teen Choice Awards                          | Choice Summer Movie – Action                                         | Prometheus                                                                            | Nominiert |
| 2012 | Teen Choice Awards                          | Choice Summer Movie Star – Weiblich                                  | Charlize Theron (auch für Snow White & the Huntsman)                                  | Nominiert |
| 2013 | Academy Awards                              | Beste visuelle Effekte                                               | Richard Stammers, Trevor Wood, Charley Henley und Martin Hill                         | Nominiert |
| 2013 | ADG Excellence in Production Design Award   | Fantasy-Film                                                         | Arthur Max                                                                            | Nominiert |
| 2013 | BAFTA Award                                 | Beste visuelle Effekte                                               | Richard Stammers, Charley Henley, Trevor Wood, Paul Butterworth                       | Nominiert |
| 2013 | Broadcast Film Critics Association Award    | Bester Sci-Fi/Horror-Film                                            | Prometheus                                                                            | Nominiert |
| 2013 | Golden Reel Award                           | Bester Sound                                                         | Prometheus                                                                            | Nominiert |
| 2013 | Visual Effects Society                      | Hervorragende Komposition                                            | Xavier Bourque, Sam Cole, Simone Riginelli, Denis Scolan für „Engineers & the Orrery“ | Nominiert |
| 2013 | Visual Effects Society                      | Hervorragend gestaltete Umgebung                                     | Julien Bolbach, Marco Genovesi, Martin Riedel, Marco Rolandi für „LV-233“             | Nominiert |
| 2013 | Visual Effects Society                      | Beste visuelle Effekte in einem Film, der auf visuelle Effekte setzt | Paul Butterworth, Charley Henley, Allen Maris, Richard Stammers für Prometheus        | Nominiert |
| 2013 | London Film Critics’ Circle Award           | Bester Nebendarsteller                                               | Michael Fassbender                                                                    | Nominiert |
| 2013 | Saturn Awards                               | Bester Science-Fiction-Film                                          | Prometheus                                                                            | Nominiert |
| 2013 | Saturn Awards                               | Bester Nebendarsteller                                               | Michael Fassbender                                                                    | Nominiert |

## Fortsetzung
Regisseur Ridley Scott plant insgesamt drei Fortsetzungen von Prometheus, wobei die dritte schließlich den inhaltlichen Anschluss an seinen ersten Alien-Film von 1979 liefern soll.
Die erste Fortsetzung trägt den Titel Alien: Covenant. Die Dreharbeiten begannen im März 2016 in den Fox Studios in Sydney. Die Rolle des Androiden David übernahm erneut Michael Fassbender. Der Film startete im Mai 2017 weltweit.
Ridley Scott erklärte in einem Interview, dass sich die Handlung auf die „Konstrukteure“ fokussieren werde und er eine neuartige Form der Xenomorph-Aliens, welche sich von denen im Finale von Prometheus unterscheiden sollen, einführen werde.

## Trivia
Der Androide David erlernt Ur-Indogermanisch unter anderem über das Rezitieren von Schleichers Fabel. Sein interaktiver Sprachlehrer für Ur-Indogermanisch wird in dieser Szene von Dr. Anil Biltoo gespielt, der auch als Sprachexperte für den Film fungierte. Später kann David seine Sprachkenntnisse zur Kommunikation mit einem der Konstrukteure nutzen. In der Szene, in der der Forschungstrupp unter Leitung des greisen Unternehmers Peter Weyland den dunklen Frachtraum des außerirdischen Raumschiffs betritt, fragt Archäologin Elizabeth Shaw den blonden Androiden David, warum die menschengleichen Konstrukteure den Plan hatten, zur Erde zu fliegen, woraufhin David antwortet: „Wenn man etwas erschaffen will, muss man vorher etwas zerstören.“ In den Wirtschaftswissenschaften gibt es die Theorie der Schöpferischen Zerstörung des österreichischen Ökonomen Joseph Schumpeter.